# Parc Nacional Tikal
El Parc Nacional Tikal és un parc nacional que es troba a Guatemala, a la regió nord del departament del Petén. S'estén per 57.600 hectàrees (220 m²) i inclou l'antiga ciutat maia de Tikal i els boscos tropicals, sabanes i aiguamolls dels voltants. El 1979, el Parc Nacional Tikal va ser declarat Patrimoni de la Humanitat per la UNESCO amb motiu de les excel·lents ruïnes mesoamericanes de Tikal i l'ecologia única del paisatge circumdant.

## Història
El «Projecte Tikal», com es va anomenar en aquell moment, va ser proposat per primera vegada per la Universitat de Pennsilvània el 1949. Fundat el 26 de maig de 1955, el Parc Nacional de Tikal va ser establert per decret governamental del Ministeri d'Educació, a través de l'Institut d'Antropologia i Història, assessorat pel Dr. Adolfo Molina Orantes i sota el govern de Carlos Castillo Armas. Un cop establert, la Universitat de Pennsilvània es va encarregar de la neteja, manteniment, excavació i restauració del parc del 1956 al 1969.
El Parc Nacional Tikal forma part del Programa Mundial de l'Home i la Biosfera, dins de la Reserva de la Biosfera Maia. A causa del seu ecosistema exuberant i variat, moltes espècies de plantes i animals prosperen dins dels límits del parc. Cinc espècies de fèlids resideixen al parc, inclosos el jaguar i el puma, juntament amb diverses espècies de micos i formigues. A més, al parc es troben més de 300 espècies d'ocells, entre les quals hi ha l'aligot camallarg i el gall dindi ocel·lat.